# Fiord (telewizor)
GZR „Fiord” 17 – polski telewizor lampowy czarno-biały, monofoniczny. Urządzenie produkowały w latach 1968–1969 Gdańskie Zakłady Radiowe T-18.
Budowę odbiornika opisano m.in. w czasopiśmie Radioamator i Krótkofalowiec nr 1968/5. Konstrukcję opracowano we współpracy polskich zakładów elektronicznych (Warszawskie Zakłady Telewizyjne, GEZAR, Diora) unifikując podzespoły odbiorników. Przetwornikiem elektrowizyjnym jest kineskop 17 calowy o kącie odchylania 110° (typ AW 43-88 lub AW 43-881). Wymiary obrazu 270 × 360 mm.
Jeden głośnik po prawej stronie obudowy, w okolicy przełącznika kanałów. Moc znamionowa toru audio 1,5 W przy zniekształceniach 10%.
Jako elementy aktywne, przetwarzające sygnały elektryczne, wykorzystano lampy elektronowe (16 sztuk), w większości całoszklane nowalowe o dziewięciu szpilkach: PCC88, PCF82, PCL 84, 3xEF80, EAA91, EBF89, PY88, ECH84, PCL85, EY86, PL84 oraz lampę PL36. Natężenie prądu żarzenia zastosowanych lamp, połączonych szeregowo, wynosi 0,3 A. Zastosowano trzy diody germanowe (DOG61 – prostownik napięcia anodowego, 2xDOG62 – detektor fonii). Telewizor jest wyposażony w: układ automatycznego utrzymywania kontrastu, układ eliminacji zakłóceń i układ korekcji wyrazistości obrazu.
Odbiornik przystosowany jest do odbioru sygnału w 12 kanałach OIRT w I, II i III zakresie, z możliwością wbudowania głowicy na IV i V pasmo (pozostawiono miejsce i wbudowano przełącznik). Wejście antenowe przystosowane było do kabla symetrycznego o impedancji 300 omów.